# ズールック
『ズールック』（Zoolook）は、ジャン・ミッシェル・ジャールのスタジオ・アルバム。

## 概要
以前のシンセサイザー音を主体とした作風から一転して、民族学者のイグザヴィエール・ベランジャーの協力を得て集めた世界各国の25の言語を組み込む形で作品を構成している(本作のライナーノーツの解説より)。

## 収録曲
1. エスニカラー - "Ethnicolor" - 11:40
2. ディーヴァ - "Diva" - 7:35
3. ズールック - "Zoolook" - 3:42
4. ウールームールー - "Wooloomooloo" - 3:18
5. ズールーコロジー - "Zoolookologie" - 3:50
6. ブラー・ブラー・カフェ - "Blah Blah Cafe" - 3:20
7. エスニカラー II - "Ethnicolor II" - 3:53

※ アルバム・タイトル及び曲目のカナ表記は国内盤(ポリドール=P33P 50006）のライナーノーツの記載を踏襲している。

## 参加ミュージシャン
- ジャン・ミッシェル・ジャール - シンセサイザー、電子楽器、フェアライトCMI
- ローリー・アンダーソン - ボーカル
- ヨギ・ホートン (Yogi Horton) - ドラム
- マーカス・ミラー - (ベース)
- エイドリアン・ブリュー - (ギター)
- アイラ・シーゲル (Ira Siegel) - ギター
- フレデリック・ルソー (Frederick Rousseau) - キーボード
- デヴィッド・ロード - ミキシング・エンジニア